# Jan Shcherbakovski
Jan Rafael Shcherbakovski (* 24. März 2001 in Mahiljou, Belarus als Жан Рафаэль Шчарбакоўскі) ist ein deutscher Fußballspieler, der aktuell beim BFC Dynamo unter Vertrag steht.

## Verein
Shcherbakovski begann mit fünf Jahren in Berlin beim SFC Stern 1900 mit dem Fußballspielen. Nach zwei Jahren bei Hertha 03 Zehlendorf kehrte er 2011 für eine Saison zu Stern 1900 zurück und wurde schließlich als D-Jugendlicher im Nachwuchsleistungszentrum von Hertha BSC aufgenommen. Mit der B-Jugend des Vereins wurde der Mittelfeldspieler 2018 Zweiter der Staffel Nord/Nordost, die dadurch knapp die Teilnahme an der Meisterschaftsendrunde verpasste, und absolvierte für sie 21 Saisonspiele (ein Tor, zwei Vorlagen). In der Folgesaison kam Shcherbakovski hingegen auf keinen Pflichtspieleinsatz in der U19.
Im Sommer 2019 wechselte der deutsche Fußballer zum Halleschen FC, der ihn in seiner A-Jugend einsetzte. Im Rahmen der Wintervorbereitung der Profimannschaft nahm Shcherbakovski im Januar 2020 an deren Trainingslager teil und wurde in einem Testspiel gegen den FC Zürich eingesetzt. Im zweiten Drittligasaisonspiel nach der Winterpause stand der Offensivspieler dann unter Cheftrainer Torsten Ziegner beim 3:4 gegen Viktoria Köln in der Startelf und spielte auch wenig später beim Viertelfinal-Aus Halles im Sachsen-Anhalt-Pokal. Anfang Mai 2020 wurde Shcherbakovskis auslaufender Vertrag bis Juni 2022 verlängert. Ende Mai 2022 verpflichtete Dynamo Dresden Shcherbakovski ablösefrei und stattete ihn mit einem Vertrag bis Ende Juni 2025 aus. Nachdem er in der 3. Liga nur zu einem Einsatz gekommen war, wurde er im Januar 2023 an den Regionalligisten Energie Cottbus verliehen, um mehr Spielpraxis zu sammeln. Ende Januar 2024 wurde er erneut an Energie Cottbus verliehen. Im Sommer 2024 wurde sein Vertrag in Dresden aufgelöst. Daraufhin wechselte er zu Energie Cottbus und verließ den Verein ein Jahr später. Zur Saison 2025/26 wechselte Shcherbakovski zum BFC Dynamo.

## Nationalmannschaft
Im Sommer 2019 kam Shcherbakovski in vier Freundschaftsspielen für die belarussische U19-Nationalmannschaft zum Einsatz. Da er nur die deutsche Staatsangehörigkeit besitzt, sind ihm Pflichtspiele für Mannschaften des belarussischen Fußballverbands nicht möglich.